# Type 5 Na-To
 Type 5 Na-To  (Japans: 五式砲戦車, Go-shiki hōsensha?) was een Japanse tankjager uit de Tweede Wereldoorlog.

## Ontwikkeling
In 1943 werd er door het keizerlijk Japanse leger besloten om een tank kanon te ontwikkelen die gebaseerd was op een type 4 75 mm artillerie kanon. Deze was operationeel in 1944. Voor dit kanon werd een nieuw chassis ontworpen gebaseerd op het chassis van de experimentele type 4 Chi-To tank.
Het eerste prototype was gebouwd in April 1944. De motorruimte en de stuurcabine van de chauffeur werden beschermd door een 12mm gelast pantser. Achter de stuurcabine werd het type 4 75 mm tankkanon geplaatst. Een 12mm pantser moest de vijf man die het kanon bedienden beschermen tegen infanterie-eenheden. Het chassis werd getest in de zomer van 1944, hier door kwam men erachter dat de bemanning die het kanon bedienden gevaar liepen bij infanterie vuur van af de zijkanten. Dit probleem werd opgelost door twee extra pantserplaten te monteren aan de zijkanten van de kanonkamer.
Bij andere testen waren er problemen met de stabiliteit en het terugslagmechanisme, hierdoor was een herontwerp nodig. Dit ontwerp was begin 1945 klaar. Toen kwam een probleem met de montage van het kanon aan het licht. Dit werd opgelost door het kanon op een roterende koepel te monteren. De tankjager kon nu gebruikt worden.

## Inzet

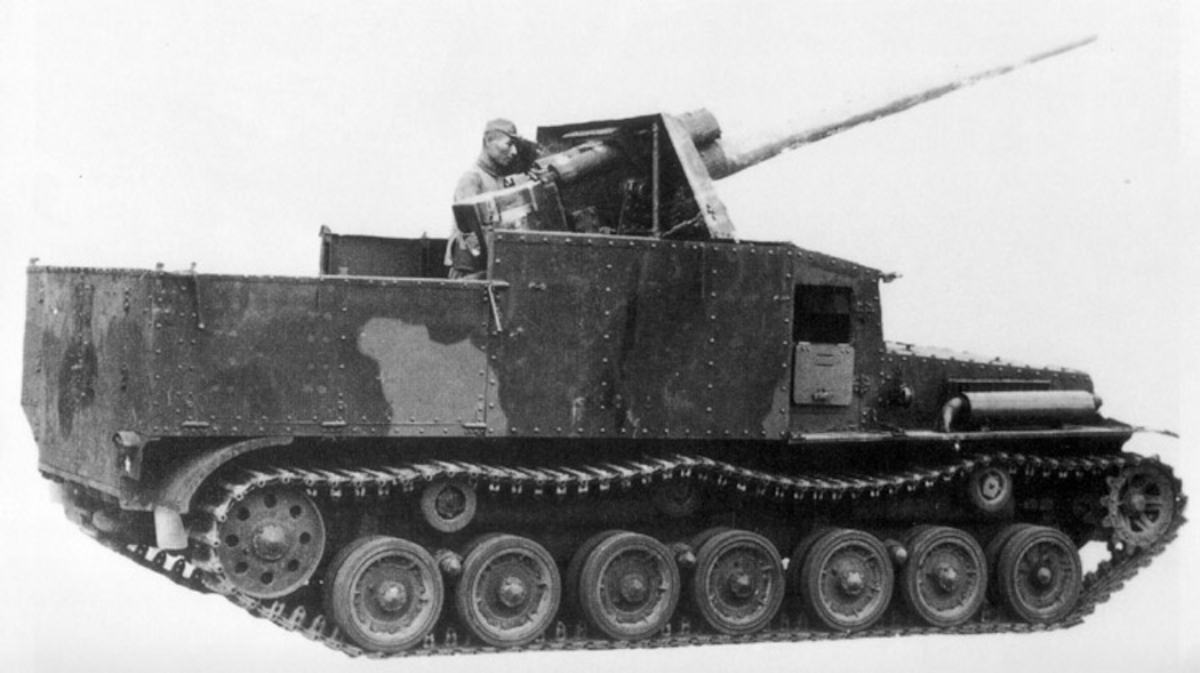
Zijaanzicht van het Type 5 Na-To

Het complete voertuig werd getest in de lente van 1945, hieruit bleek dat het voertuig een goede mobiliteit had en goed geschikt was voor het terrein. Het kanon was in staat het pantser van een Amerikaanse M4 Sherman te penetreren over een afstand van 1000 meter, waardoor het een geduchte tegenstander bleek te zijn. In mei 1945 werd een aantal van deze tankjagers naar Noord-China gestuurd voor testen op het slagveld. Het is mogelijk dat deze voertuigen vernietigd zijn door Sovjet aanvallen in augustus 1945, maar alle informatie hierover werd vernietigd na de overgave van Japan.